# Nowaje Zaponnie
Nowaje Zaponnie (biał. Новае Запонне; ros. Новое Запонье, Nowoje Zaponje) – wieś na Białorusi, w obwodzie witebskim, w rejonie dokszyckim, w sielsowiecie Biarozki. W 2009 roku liczyła 9 mieszkańców.